# Anthicus dzhungaricus
Anthicus dzhungaricus is een keversoort uit de familie snoerhalskevers (Anthicidae). De wetenschappelijke naam van de soort is voor het eerst geldig gepubliceerd in 1979 door Medvedev & Micheetchev.